# Missioni di Petersberg

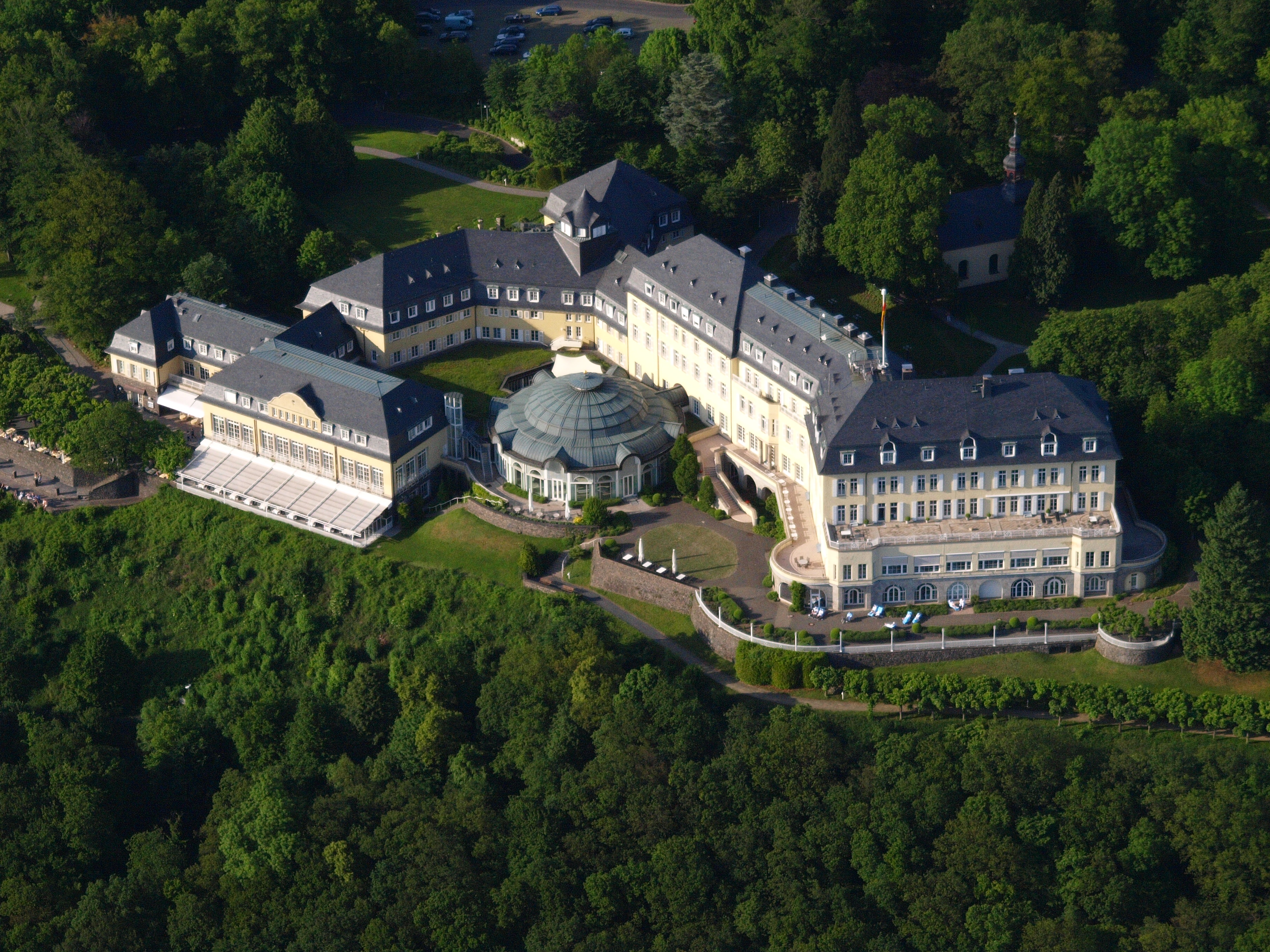
Hotel Petersberg.

Le Missioni di Petersberg (o operazioni o compiti di Petersberg) sono state elaborate in origine dall'Unione Europea Occidentale il 19 giugno 1992 a Bonn, nel quadro dello sviluppo delle proprie capacità operative.
Tale termine è impiegato in generale per definire le missioni umanitarie e di soccorso, le attività di mantenimento della pace e le missioni di gestione delle crisi, comprese le missioni tese al ristabilimento della pace (peace-keeping, peace-building, peace-enforcement).
Sono state introdotte dal Trattato di Amsterdam del 20 ottobre 1997 tra le questioni relative alla sicurezza e alla difesa.